# Leptothorax tamarae
Leptothorax tamarae är en myrart som beskrevs av Alexander G. Radchenko 1993. Leptothorax tamarae ingår i släktet smalmyror, och familjen myror. Inga underarter finns listade i Catalogue of Life.